# Yasuyuki Kuwahara
Yasuyuki Kuwahara (jap. 桑原 楽之, Kuwahara Yasuyuki; * 22. Dezember 1942 in Hiroshima, Präfektur Hiroshima; † 1. März 2017) war ein japanischer Fußballspieler.

## Nationalmannschaft
1966 debütierte Kuwahara für die japanische Fußballnationalmannschaft. Kuwahara bestritt zwölf Länderspiele und erzielte dabei fünf Tore. Mit der japanischen Nationalmannschaft qualifizierte er sich für die Olympischen Spiele 1968. Bei den Olympischen Spielen 1968 konnte Japan die Bronzemedaille gewinnen.

## Errungene Titel

### Mit der Nationalmannschaft
- Olympische Sommerspiele 1968: Bronzemedaille

### Mit seinen Vereinen
- Japan Soccer League: 1965, 1966, 1967, 1968, 1970
- Kaiserpokal: 1962, 1965, 1967, 1969